# جشنة بيتشورا
جشنة بيتشورا (الاسم العلمي: Anthus gustavi) (بالإنجليزية: Pechora Pipit)‏ هو طائر صغير من الجواثم ينتمي لفصيلة التمرة وأم عجلان.